# DeMarco Murray
DeMarco Murray (Las Vegas, Nevada, Estados Unidos, 12 de febrero de 1988) es un exjugador profesional de fútbol americano de la National Football League (NFL) que jugó en la posición de running back con los Dallas Cowboys, Philadelphia Eagles y Tennessee Titans. Actualmente es entrenador de running backs en la Universidad de Oklahoma.

## Carrera deportiva
DeMarco Murray proviene de la Universidad de Oklahoma y fue elegido en el Draft de la NFL de 2011, en la ronda número 3 con el puesto número 71 por el equipo Dallas Cowboys.
Jugó en los equipos Dallas Cowboys, Philadelphia Eagles y Tennessee Titans, y ganó el premio de Jugador Ofensivo del Año de la NFL en 2014 luego de liderar la liga en yardas y touchdowns por acarreos.

## Estadísticas generales
|  | Seleccionado al Pro Bowl                   |
|  | Seleccionado como Jugador Ofensivo del Año |

| Año   | Equipo | Juegos | Juegos | Acarreos | Acarreos | Acarreos | Acarreos | Acarreos | Acarreos | Recepciones | Recepciones | Recepciones | Recepciones | Recepciones | Recepciones | Balones sueltos |
| Año   | Equipo | GP     | GS     | Att      | Yds      | Avg      | Long     | TD       | 1D       | Rec         | Yds         | Avg         | Long        | TD          | 1D          | Balones sueltos |
| ----- | ------ | ------ | ------ | -------- | -------- | -------- | -------- | -------- | -------- | ----------- | ----------- | ----------- | ----------- | ----------- | ----------- | --------------- |
| 2011  | DAL    | 13     | 7      | 164      | 897      | 5.5      | 91       | 2        | 42       | 26          | 183         | 7.0         | 18          | 0           | 9           | 1               |
| 2012  | DAL    | 10     | 10     | 161      | 663      | 4.1      | 48       | 4        | 39       | 35          | 251         | 7.2         | 22          | 0           | 11          | 3               |
| 2013  | DAL    | 14     | 14     | 217      | 1,121    | 5.2      | 43       | 9        | 65       | 53          | 350         | 6.6         | 22          | 1           | 18          | 3               |
| 2014  | DAL    | 16     | 16     | 392      | 1,845    | 4.7      | 51       | 13       | 89       | 57          | 416         | 7.3         | 34          | 0           | 17          | 6               |
| 2015  | PHI    | 15     | 8      | 193      | 702      | 3.6      | 54       | 6        | 48       | 44          | 322         | 7.3         | 44          | 1           | 13          | 2               |
| 2016  | TEN    | 16     | 16     | 293      | 1,287    | 4.4      | 75       | 9        | 67       | 53          | 377         | 7.1         | 35          | 3           | 20          | 3               |
| 2017  | TEN    | 15     | 15     | 184      | 659      | 3.6      | 75       | 6        | 33       | 39          | 266         | 6.8         | 18          | 1           | 11          | 1               |
| Total | Total  | 99     | 86     | 1,604    | 7,174    | 4.5      | 91       | 49       | 383      | 307         | 2,165       | 7.1         | 44          | 6           | 99          | 19              |

Fuente: Pro-Football-Reference.com